# Montreuil, Pas-de-Calais
Montreuil (även kallat Montreuil-sur-Mer) är en kommun i departementet Pas-de-Calais i regionen Hauts-de-France i norra Frankrike. Kommunen ligger i kantonen Montreuil som tillhör arrondissementet Montreuil. År 2022 hade Montreuil 1 902 invånare.
Montreuil ligger vid floden Canche, inte så långt från Étaples.

## Befolkningsutveckling
Antalet invånare i kommunen Montreuil
| Referens: INSEE |